# 愛德華·科克
愛德華·科克（英語：Sir Edward Coke，1552年2月1日—1634年9月3日），英国的大律师、法官和政治家，被认为是伊丽莎白一世时代和詹姆士一世时代英国的最重要的法学家。科克生于英国上流社会的家庭，在剑桥三一学院接受教育，后在内殿律师学院学习，1578年4月20日成为大律师，参加了一些著名的案件，被选入议会之前，先是担任副檢察長，然后担任下议院议长，受封为爵士，被任命为普通辩护法院首席法官。他是《權利呈請書》的起草人。